# 달빛타는 여자
"달빛타는 여자"는 1991년에 개봉한 대한민국의 영화이다.

## 캐스팅
- 선우일란 : 강희 역
- 엄도일 : 철민 역
- 소비아 : 인애 역
- 조혜경 : 신자 역
- 권일수
- 정영국
- 신동욱
- 심재천
- 방용팔
- 임덕범
- 이재규
- 황제석
- 최숙경
- 송재춘
- 최승호
- 김만상
- 김건관
- 여운정
- 한기진
- 김오용